# Al-Khwarizmi (månkrater)
Al-Khwarizmi är en nedslagskrater som ligger på den bortre sidan av månen (den del som aldrig är vänd mot Jorden). Den ligger till sydöst om kratern Moiseev och nordöst om kratern Saenger.
Al-Khwarizmis inre kraterväggar är i väster mycket vidare än längs den östra sidan. Den östra kraterranden övertäcker ett par kratrar, inkluderande Al-Khwarizmi J. Den yttre kraterväggen är något skev rund form, inkluderat en dubbel kraterrand i söder. Det är en liten central upphöjning i mitten av kratern vilket formar en del av en låg ås som böjer av mot nordöst. Flera mindre kratrar ligger i de norra delarna av kratergolvet. Golvet i sydöst är något jämnare och saknar större nedslag.

## Satellitkratrar
På månkartor är dessa objekt genom konvention identifierade genom att placera ut bokstaven på den sida av kraterns mittpunkt som är närmast kratern Al-Khwarizmi.
| Al-Khwarizmi | Latitud | Longitud | Diameter |
| ------------ | ------- | -------- | -------- |
| B            | 9.0° N  | 107.4° Ö | 62 km    |
| G            | 6.9° N  | 107.1° Ö | 95 km    |
| H            | 6.0° N  | 109.2° Ö | 50 km    |
| J            | 6.2° N  | 107.6° Ö | 47 km    |
| K            | 4.6° N  | 107.6° Ö | 26 km    |
| L            | 3.9° N  | 107.4° Ö | 35 km    |
| M            | 3.1° N  | 107.0° Ö | 18 km    |
| T            | 7.0° N  | 104.5° Ö | 15 km    |